# Leon Jean Simar
Pour les articles homonymes, voir Simar.
 (octobre 2017).
Si vous disposez d'ouvrages ou d'articles de référence ou si vous connaissez des sites web de qualité traitant du thème abordé ici, merci de compléter l'article en donnant les références utiles à sa vérifiabilité et en les liant à la section « Notes et références ».
Léon Jean Simar, né le 3 novembre 1909 à Herve en Belgique et mort le 10 août 1983 à Santiago de Cali en Colombie, est un musicien, compositeur et chef d'orchestre belge.

## Biographie

### Enfance
Léon J. Simar est né le 3 novembre 1909 à Herve, près de Liège en Belgique. Il est le fils unique de Joseph Laurent Simar, artisan spécialisé dans la cordonnerie, et de Félicie Géraunon.
Dès son plus jeune âge, il a dû faire face aux grandes difficultés causées par la Première Guerre mondiale (1914-1918). Son père meurt alors qu’il a seulement huit ans.

### Études
En 1918, après la Première Guerre mondiale, il déménage sur Liège et commence des études au Conservatoire royal. Il y a pour enseignants :
- Lucien Mawet pour le solfège et l’orgue.
- Carl Smulders (nl) pour l’harmonie (Second Prix de Rome 1891).
- Sylvain Dupuis et Joseph Leroy pour la contrebasse et la flute. (Sylvain Dupuis gagnera le Premier Grand Prix de Rome 1881 - Cantata Le Chant de la Création). (Joseph Leroy Second Prix de Rome 1923).
- Jean du Chastin pour le piano.
- Sylvain Dupuis en instrumentation, orchestration et composition.
- François Rasse également en composition (Premier Grand Prix de Rome 1899 - Cantata "Cloches nuptiales").
- Charles Vanden Borren en musicologie et en histoire de la musique.
- Armand Marsick en direction d’orchestre.

Différentes sources racontent[réf. nécessaire] qu’à 17 ans seulement, il improvisait des accompagnements de piano pour des films muets, en fonction des actions que le spectateur pouvait voir à l’écran. 
Le 26 août 1936, il épouse Andrée Defourny, née à Liège le 21 juin 1910, fille unique de Joseph Hypolite Defourny et de Lambertine Scharres. Andrée sera également diplômée du Conservatoire royal de Liège en piano. Elle a probablement suivi les traces de son cousin, le pianiste et compositeur Charles Scharrès.

### Carrière artistique
En 1937, peu avant ses 28 ans, Léon Simar postule au concours de composition musicale appelé Prix Rome Bruxelles. Ce concours a été établi par charte royale en 1841 pour promouvoir l'étude des arts, de la peinture, de la sculpture, de l'architecture et de la musique, dans une Belgique récemment indépendante. Ce concours se déroulait dans des conditions très strictes. Les candidats étaient volontairement isolés pendant une période allant jusqu'à un mois, sans possibilité de recevoir la visite des membres de leurs familles. Seuls les candidats âgés de moins de 30 ans et ayant composé au préalable une fugue pour 4 voix, imposée par le jury dans un délai de 72 heures, étaient admis.
Il remporte le Premier Grand Prix de Rome belge en 1937 ce qui lui a permis d’obtenir une bourse pour une visite culturelle prolongée à travers l'Europe, afin de connaître la musique et les grands ouvrages construits tout au long des siècles. Il visite l’Italie, la France, l'Autriche et la Grèce.
Durant cette même période, sa femme, qui attend leur premier enfant, accouche le 24 décembre 1937, la nuit même où Léon est à la première de la pièce de théâtre de René Tonus intitulée Le Jeu de la Nativité, en tant qu’auteur et metteur en scène de la partie musicale. Cette année-là, il compose également différentes œuvres telles que Li dierin Signeur di Franchimont et Don Quichotte.
En 1938, il compose de nombreux autres ouvrages, dont Amourètes dès l'hôtel, Poème Mosan, Le Jeu de Liège et L'Eau Féerie, pour le Salon international de l'Eau à Liège, qui se tient en 1939. Le prestige obtenu avec le Prix de Rome lui donne une certaine reconnaissance internationale et des connaissances avec pratiquement tout l'univers culturel de la Wallonie. 
Plusieurs écrivains célèbres, en particulier dans le dialecte wallon, ont écrit des pièces pour lesquelles Léon Simar a composé de la musique[réf. nécessaire]. À l'époque, un professeur d'harmonie au Conservatoire royal de musique de Liège, a également écrit une chronique musicale pour le journal local[réf. nécessaire].
1954 marque pour lui sa nomination en tant que directeur du Conservatoire de musique de Cali. Puis le 15 juillet 1955, il présente en avant-première son Requiem Liturgie avec le Conservatoire Orchestre et Chœur Palestrina, en mémoire de Maestro Antonio María Valencia (en), qui est décédé le 22 juillet 1952.
Entre janvier et février 1956, il organise le « Festival Mozart » pour célébrer le IIe centenaire de la naissance de ce compositeur. Il dirige plusieurs concerts avec l'Orchestre symphonique du Conservatoire de Cali.
En 1957, il quitte le Conservatoire pour prendre la direction de la faculté de Musique de l'Institut hispano-américaino de Cali jusqu'à la moitié de 1959. Son épouse Andrée prend quant-à-elle sa retraite des cours de piano du Conservatoire. En 1959, le représentant des étudiants propose au conseil d'administration de l'Université de Valle, que le musicien Léon Simar les rejoigne pour parler de l’expression artistique aux étudiants en architecture. Le Professeur Enrique Buenaventura, figure célèbre du théâtre à Cali, travaillait déjà à l’enrichissement de la vision culturelle des architectes de l'époque. Quelque chose de similaire devait être faite avec la musique.
La Direction de l’Université, dirigée par le Proviseur Mario Carvajal, important personnage culturel de la ville, salue immédiatement cette idée car il reconnait l'importance et la renommée du travail musical de Léon Simar. Peu de temps après son intégration, ce dernier fonde le « Grand Chœur » et le « Chœur de chambre des groupes de voix mixtes » qu’il dirige pendant douze ans et qui fait le bonheur des amateurs de ce genre. 
Le travail de Léon Simar commence à être diffusé par le biais des étudiants, par les différentes manifestations programmées par l'Université mais aussi par les écrits pédagogiques qu’il crée à des fins éducatives. Il présente, pour la première fois en 1963, sa pièce Requiem para Don Cualquiera dans le théâtre municipal de Cali, lors du Troisième Festival National des Arts, pièce où il supervise la construction artisanale de certains des instruments de percussion qui sont utilisés dans la représentation.
L’Université de Valle accueille la proposition conjointe de Léon Simar et d'autres partenaires afin de créer un Département de musique pour enseigner la musique à un niveau universitaire. En 1971, la création de cette unité d'enseignement, est rattachée à la Faculté des Lettres, département dont Léon Simar sera directeur jusqu'à sa retraite huit ans plus tard.
En 1971, l'Institut colombien de la Culture le nomme en tant que jury de son propre Concours de musique, accompagné par Olav Roots (en) et Ernest Zuschke. Grâce à son expérience musicale, Léon Simar collabore avec ses chorales au Festival national des Arts qui se tient à Cali depuis 1961. Il participe également à plusieurs reprises au Festival de musique religieuse établi à Popayan en 1964.
Il prend sa retraite en 1979 de l'Université de Valle, entité qui lui confiera le titre honorable de professeur émérite et continue cependant à enseigner au sein d’une maison privée. 
Le 29 septembre 1979, il épouse Lucia Velasco Gamboa, étudiante en musique et secrétaire au Conservatoire de Cali dans les années 1950. Elle était devenue, au fil des ans, sa main droite et travaillait à ses côtés pratiquement depuis son arrivée à Cali. Lucia deviendra également une experte spécialisée sur les travaux de Léon.
Il laisse après son décès en 1983 la Fundación Léon J. Simar entraînée par Lucia Gamboa pour promouvoir son travail.

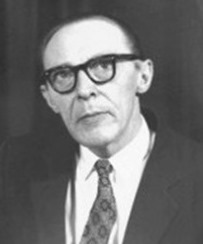
Leon Jean Simar à ses 57 ans
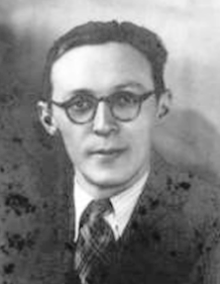
Leon Jean Simar à ses 28 ans, 1937
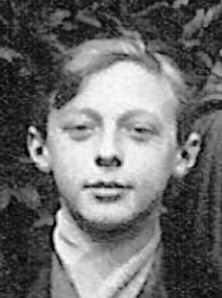
Leon Jean Simar à ses 13 ans, 1922
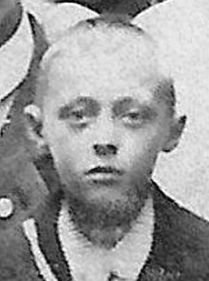
Leon Jean Simar à ses 8 ans, 1917
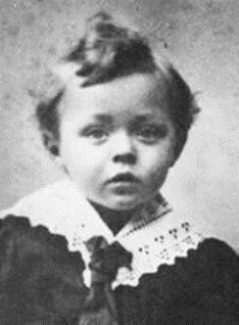
Leon Jean Simar à ses 17 mois, 1911

## Œuvres
1933
- Petite Suite en Cinq mouvements, pour violon et piano.
- Ballade et Scherzo, pour orchestre, première en radiodiffusion par l'Institut National de Radiodiffusion à Bruxelles.

1935
- Thématique des Nations Unies de Fantaisie Béarnais, pour orchestre, première au Conservatoire Royal de Liège.
- Le vieux Soudard de scène dramatique pour solistes, chœur et orchestre, avec un texte de Michel de Ghelderode, première au Palais des Académies de Bruxelles.
- Trio, pour flûte, alto et piano, à l'Académie des Beaux-Arts de Verviers.
- Étude de concert, pour piano en studio Charles Scharres, Bruxelles.

1936
- Parade, esquisse burlesque orchestre, qui obtient le Premier Prix César Franck, au Conservatoire Royal de Liège.
- Scherzo Prestissimo, pour violoncelle et piano publié par Hubert Rogister.
- Les dits de Grand-Mère, pour piano avec une version pour orchestre première en 1949 intitulé Tales Granny.

1937
- Le Trapèze Étoilé, scène dramatique pour solistes, chœur et orchestre, texte écrit par Theo Fleischmann, qui remporte le Premier Grand Prix de Rome. Première à l'Académie Royale de Belgique à Bruxelles.
- Le Jeu de la Nativité, poème scénique en 4 actes avec le texte de René Tonus première au Ancienne Chapelle des Incurables, rue du Vertbois Liège, la nuit de Noël 1937, par le Compagnons du Théâtre libre de l'Escarcelle.
- Trois petits oiseaux Dans les blés, pour chœur, avec un texte de Jean Richepin.
- Don Quichotte, jeu scénique en 4 actes et 5 images avec le texte de René Tonus, également publié par le groupe Free Théâtre L'Escarcelle à Angleur (Liège).

1938
- Li dierin Signeur di Franchimont, textes écrit par Lambert Lemaire, transmis par l'Institut National de Radiodiffusion de la Belgique.

1939
- Poème Mosan, poème symphonique pour orchestre. Guillaume Lekeu reçoit le Prix International.
- Spectacle Le Jeu de Liège, 15 images, texte écrit par Théo Fleischman
- La Féerie de l'Eau, poème chorégraphique, 8 cadres, avec argument de René Tonus.
- Version UO peut-on être mieux, double chœur mâle à partir de l’œuvre de A.M. Grétry, Berceuse pour la nuit de Noël, pour voix et piano avec un texte de René Tonus.
- Rapsodie wallonne pour chœur et orchestre, créé à l'Institut National de Radiodiffusion.

1940
- Acelyn au pays de Cocagne, comédie musicale en trois actes, texte écrit par René Tonus, Société libre d'émulation à Liège.
- Suite in G, pour chœur a capella créé à l'Institut National de Radiodiffusion.
- Suite à danser, dans le style du XVIIIe siècle en première à l'Institut National de Radiodiffusion. Quartet pour flûte et cordes, publié à Charleroi.

1950
- Divertimento, pour orchestre, avec lequel il obtient le Prix Fabricato dans le concours Musique pour la Colombie, parrainé par la même société à Medellín.
- Short Symphony pour orchestre.
- Il compose également 25 pièces pour orgue.

À partir de 1953 il écrit pour la Cantemos Editorial: Dans Chantez les paroles de Jésus (Volumes III et IV) sont publiés 56 livres sur les textes évangéliques pour voix et orgue. Dans Chantons des meilleurs (Volume V) 3 Lieder pour voix et piano sont publiés ; dans Chantez le sentiment populaire (Volume VI), 25 œuvres sur des textes de poètes colombiens et chansons populaires. Laissez-nous chanter des chansons heureuses (volumes VII et VIII) comprennent 117 harmonisations de chansons pour les jeunes et l'harmonisation des chansons européenne 342 (volumes IX et X). Dans Chantez Melodies of Orient sont 35 harmonisations de mélodies populaires. Chantons une polyphonie a cappella (Volume XIV 1962) comprend 36 harmonisations de chansons folkloriques ; à chanter (volumes XI XV, XVI et XVII) prépare environ 200 harmonisations de chansons folkloriques du monde entier pour chœur mixte (inédit).
1955
- Liturgique Requiem, pour chœur et orchestre, en première au Théâtre Municipal de Cali le 15 juillet, Conservatoire Orchestre symphonique et le Chœur
- Palestrina, sous sa direction.
- Danses symphoniques, pour orchestre est décerné par le Concours organisé par l'Association colombienne des Brasseries, déposée le 17 février au Colon télédiffusion Teatro par la Radio Télévision Nationale de la Colombie.
- Great Hallel, psaume pour solistes, chœur mixte et orchestre à double percussion. Créé au Théâtre Municipal de Cali.

1963
- Requiem for Don Toute, cantate dramatique pour solistes, chœur, deux pianos et instruments de percussion, première au Théâtre Municipal de Cali le 20 juin, lors du Festival III d'Art de Cali, avec chœurs et percussions orchestre Université de Valle.

1966
- Concert 1741, pour flûte alto et clavecin[3].

1967
- Hymne de la Universidad del Valle, avec texte de Diego Roldan Lune.
- Le drame de Daniel, Musique religieuse festival IV, Popayan.

1968
- Cantigas de Santa Maria

1969 - 1970
- Jephté, oratorio.
- Harmonie traditionnelle, deux volumes d'ouvrages pédagogiques.

1973
- Valley, étude rythmique pour chœur mixte.
- Étude musicale de base, composé de 40 unités écrites en tant que matériel pédagogique pour l'Universidad de Valle, publié entre 1971 et 1974.

1978
- Divertimento no 2 pour orchestre à cordes.

1981
- Parlons musique

1983
- Seigneur, aie pitié, pour chœur de trois voix égales.

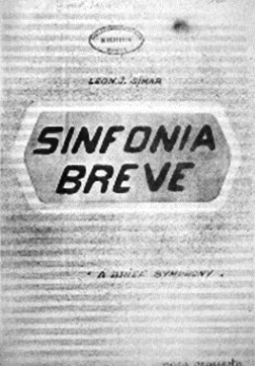
Sinfonia Breve, 1950
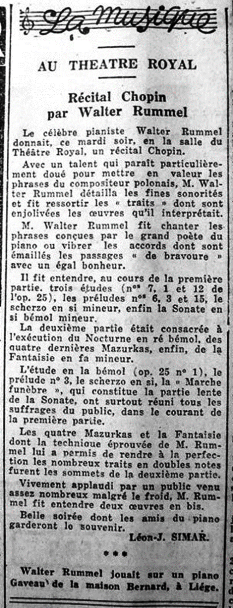
La Lègia 1942
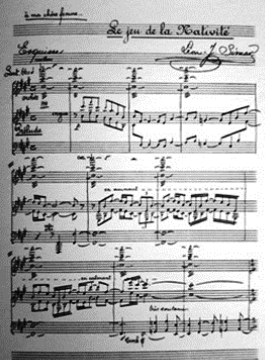
Le Jeu de la Nativité, 1937
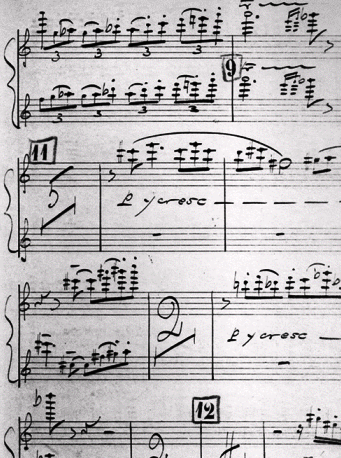
Piano morceau

## Récompenses
- 1936 : Premier prix César Franck
- 1937 : Premier Grand Prix de Rome
- 1939 : Prix International Prix Guillaume Lekeu Gouvernement belge
- 1950 : Prix Fabricto
- 1961 : Prix de l'Association colombienne des Brasseries
- 1981 : 
  - Médaille du mérite de la Société Publics des Améliorations de Cali.
  - Médaille du mérite civique Santiago de Cali
  - Médaille des Villes confédérées de Valle del Cauca
- 1983 : Professeur émérite de l'Université de Valle

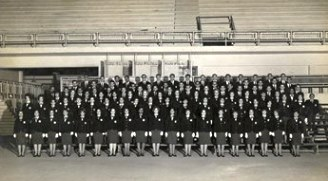
Leon Jean Simar, chœur Magno-Univalle-Bogota, 1962
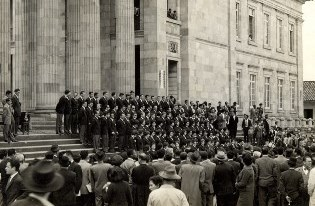
Leon Jean Simar, choeur Dpto Musica-Univalle-Bogota, 1962
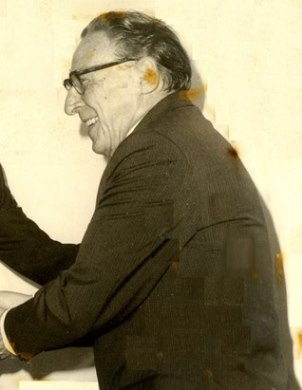
Leon Jean Simar, chœur SMP, hommage 1981